# Joop Gouweleeuw
Job Johannes Gouweleeuw –conocido como Joop Gouweleeuw– (Delft, 5 de septiembre de 1940-Delft, 29 de enero de 2017) fue un deportista neerlandés que compitió en judo. Ganó dos medallas en el Campeonato Europeo de Judo, en los años 1965 y 1966.

## Palmarés internacional
| Campeonato Europeo | Campeonato Europeo      | Campeonato Europeo | Campeonato Europeo |
| Año                | Lugar                   | Medalla            | Categoría          |
| ------------------ | ----------------------- | ------------------ | ------------------ |
| 1965               | Madrid (España)         | Medalla de plata   | –93 kg             |
| 1966               | Luxemburgo (Luxemburgo) | Medalla de oro     | –93 kg             |